# Clausirion bicolor
Clausirion bicolor är en skalbaggsart som beskrevs av Maria Helena M. Galileo och Martins 2000. Clausirion bicolor ingår i släktet Clausirion och familjen långhorningar. Inga underarter finns listade i Catalogue of Life.